# Tino-Sven Sušić
Tino-Sven Sušić, né le 13 février 1992, est un footballeur international bosnien qui évolue au poste de milieu de terrain au FK Tuzla City.
Avec sa sélection, il participe à la Coupe du monde de 2014. 

## Statistiques
| Saison                | Club                  | Championnat           | Championnat | Championnat | Coupe(s) nationale(s) | Coupe(s) nationale(s) | Compétition(s) continentale(s) | Compétition(s) continentale(s) | Compétition(s) continentale(s) | Total | Total |
| Saison                | Club                  | Division              | M.          | B.          | M.                    | B.                    | Comp.                          | M.                             | B.                             | M.    | B.    |
| 2012-2013             | HNK Hajduk Split      | Prva HNL              | 17          | 1           | 0                     | 0                     | C3                             | 1                              | 0                              | 18    | 1     |
| 2013-2014             | HNK Hajduk Split      | Prva HNL              | 32          | 3           | 3                     | 0                     | C3                             | 4                              | 0                              | 39    | 3     |
| 2014-2015             | HNK Hajduk Split      | Prva HNL              | 26          | 3           | 4                     | 1                     | C3                             | 3                              | 2                              | 33    | 6     |
| 2015-2016             | HNK Hajduk Split      | Prva HNL              | 27          | 12          | 5                     | 3                     | C3                             | 5                              | 0                              | 37    | 15    |
| 2016-2017             | HNK Hajduk Split      | Prva HNL              | 2           | 0           | 0                     | 0                     | C3                             | 5                              | 2                              | 7     | 2     |
| Sous-total            | Sous-total            | Sous-total            | 104         | 19          | 12                    | 4                     | -                              | 18                             | 4                              | 134   | 27    |
| 2016-2017             | KRC Genk              | Jupiler Pro League    | 15          | 0           | 4                     | 0                     | C3                             | 5                              | 1                              | 24    | 1     |
| Sous-total            | Sous-total            | Sous-total            | 15          | 0           | 4                     | 0                     | -                              | 5                              | 1                              | 24    | 1     |
| Total sur la carrière | Total sur la carrière | Total sur la carrière | 119         | 19          | 19                    | 4                     | -                              | 23                             | 5                              | 161   | 28    |

## Palmarès

### En club
Hajduk Split
- Coupe de Croatie :
  - Vainqueur : 2013.

 FK Sarajevo
- Championnat de Bosnie-Herzégovine
  - Champion : 2020.

- Coupe de Bosnie-Herzégovine
  - Vainqueur : 2021.